# سعید صفرزاده
سعید صفرزاده (زاده ‎۳۰ شهریور ۱۳۶۴) دوچرخه‌سوار اهل ایران است. از باشگاه‌هایی که در آن بازی کرده‌است می‌توان به تیم دوچرخه‌سواری شهرداری تبریز و تیم دوچرخه‌سواری پتروشیمی تبریز اشاره کرد. او از اعضای تیم ملی ایران در المپیک توکیو بود.